# Janov nad Nisou
Janov nad Nisou là một làng thuộc huyện Jablonec nad Nisou, vùng Liberecký, Cộng hòa Séc.